# Caecilius Statius
Caecilius Statius (* in den letzten Jahrzehnten des 3. Jahrhunderts v. Chr.; † 168 v. Chr.) war ein römischer Komödiendichter.

## Leben
Über das Leben des Caecilius geben nur wenige Quellen der Antike Auskunft. Das meiste ist der von Hieronymus übersetzten und erweiterten Chronik des Eusebius von Caesarea zu entnehmen (Abr. 1838, 179 v. Chr.). Demnach war er Kelte vom Stamme der Insubrer, möglicherweise aus Mediolanum. Er war ein bevorzugter contubernalis des Dichters Quintus Ennius, starb ein Jahr nach ihm (168 v. Chr.) und wurde in seiner Nähe auf dem Ianiculum beerdigt.
Aulus Gellius überliefert, dass er eine Zeit lang ein Sklave war und sein (häufig vorkommender) Name als Sklave Statius zu seinem Cognomen wurde. Möglicherweise gelangte er – um 230 v. Chr. geboren – infolge eines römischen Insubrerfeldzuges (223/222 oder 200-194) als Sklave nach Rom und wurde von einem Caecilier freigelassen.
In Rom war er als überaus erfolgreicher Komödiendichter tätig. Aber auch ihm war der Erfolg nicht immer sicher, wie Terenz, mit dem ihn ein besonderes Verhältnis verband, im zweiten Prolog seiner Komödie Hecyra eindrucksvoll schildert.

## Werke
Von den Komödien des Caecilius sind 42 Titel bekannt, lateinische, aber hauptsächlich griechischen Namen und Begriffe (Chrysion ein gr. Frauenname, Syracusii, gamos gr. Heirat, meretrix lat. Dirne usw.); diese sind aber jeweils nur mit wenigen Fragmenten und Versen verbunden (insgesamt 177 Fragmente mit 294 Versen), so dass kein aussagekräftiges Bild der Werke gewonnen werden kann.
Die einzige Ausnahme ist das Stück Plocium (das Halsband), welches uns durch Aulus Gellius bekannt ist. Gellius überliefert uns die Grundzüge der Handlung (ein junges Mädchen wird von einem Unbekannten vergewaltigt und schwanger. Der junge Mann, mit dem sie verheiratet wird, erweist sich schließlich als dieser Vergewaltiger), die Caecilius von Menander übernommen hat. Im Vergleich mit dem Werk des Menander kommt Gellius das Stück des Caecilius kalt, leblos und einer oberflächlichen Lustigkeit verpflichtet vor. Um das zu belegen, zitiert er zwei längere Passagen im griechischen Original und in der Fassung des Caecilius mit dem beliebten Thema der Klage des Ehemanns über seine reiche, unangenehme Frau.